# Wunibald Puchner

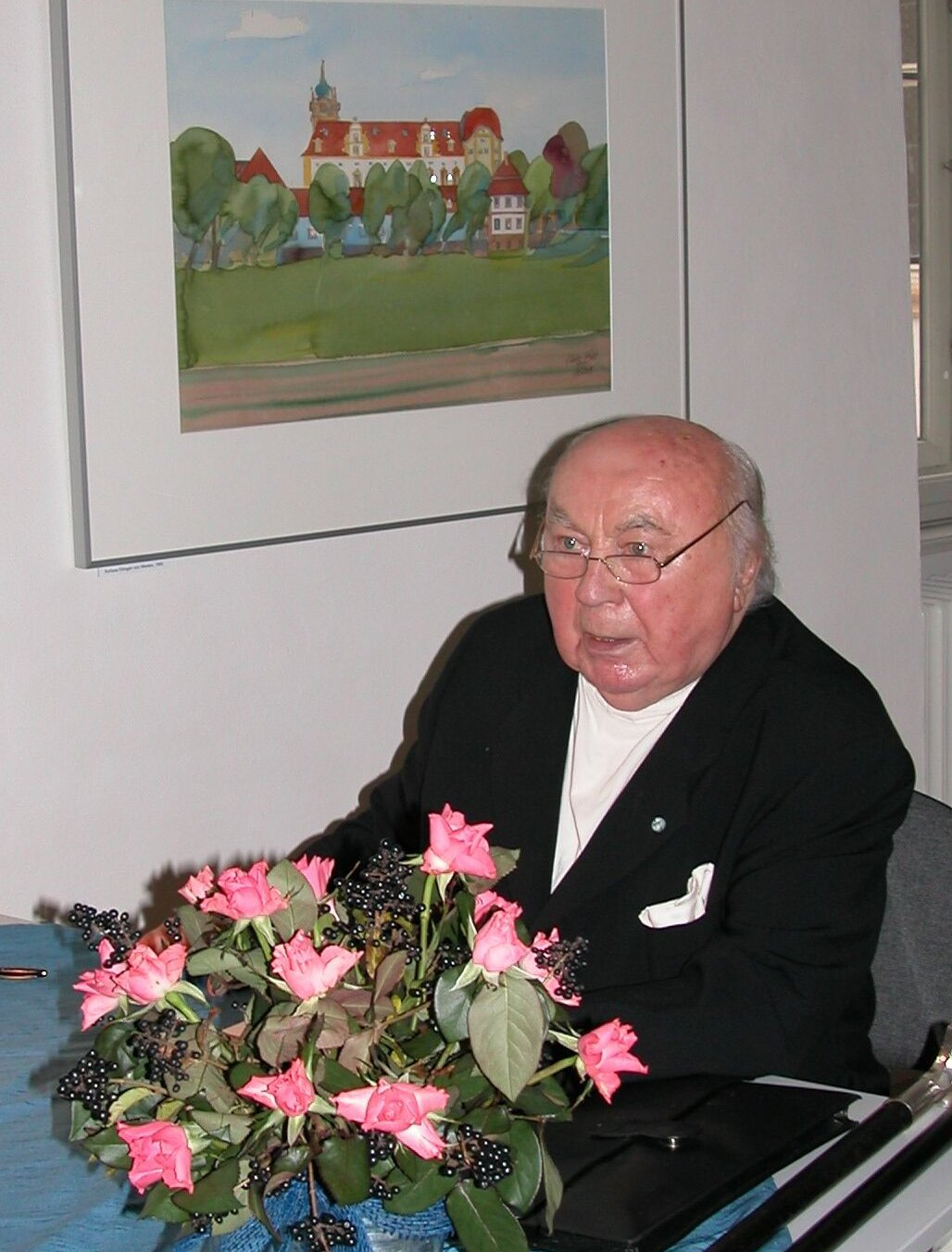
Wunibald Puchner

Wunibald Puchner (* 1. Juni 1915 in Deggendorf; † 5. April 2009 in Nürnberg) war ein deutscher Architekt, Innenarchitekt, Hochschullehrer und Bildhauer.

## Leben
Puchner besuchte ab 1934 die Kerschensteiner Gewerbeschule in München. Danach studierte er Architektur an der Akademie für Angewandte Kunst München unter Richard Berndl. Beim Einsatz im Zweiten Weltkrieg von 1939 bis 1945 an der Ostfront wurde er schwer verwundet. Von 1945 bis 1946 war er als Architekt freiberuflich in München tätig.
1946 wurde er als Professor für Innenarchitektur an die Nürnberger Akademie der Bildenden Künste berufen, die damals in die Residenz Ellingen in Ellingen ausgelagert war. Puchner hat diesen Studiengang bis 1980 geführt.
Von 1965 bis 1969 war Puchner Vizepräsident, bis 1975 Präsident der Akademie.
1981 wurde Puchner mit seiner Emeritierung zum Ehrenmitglied der Akademie ernannt. Ab da lebte und arbeitete er zwölf Jahre in Venedig.
Seine Werke waren unter anderem Aktzeichnungen, Landschafts- und Städtebilder als Aquarelle, die Innengestaltung der Nürnberger Meistersingerhalle mit ihrem Orgelprospekt, der Bau von Hallen, Kurhäusern und Hotels in Freyung, Bad Abbach und Bamberg, des Bergbau- und Industriemuseums Ostbayern in Theuern sowie die Rekonstruktion des Rathauses in Treuchtlingen.
1954 fertigte er die Pläne zur Umgestaltung der St.-Oswald-Kapelle in der Unteren Vorstadt in Deggendorf in eine Kriegergedächtnisstätte.

## Ehrungen
- 1968: Rudolf-Diesel-Medaille